# А-11
Антонов А-11 — одномісний, високо продуктивний, повністю металевий планер розроблений у КБ Антонова, в кінці 1950-их років. Було вироблено сто п'ятдесят літаків.

## Розробка
Майже повністю металевий А-11 був першим планером Антонова не з дерев'яним каркасом.

## Специфікація
Загальні характеристики
- Екіпаж: 1
- Довжина: 6 м (19 фут 8 дюйм)
- Розмах: 16,5 м (54 фут 2 дюйм)
- Висота: 1,2 м (3 фут 11 дюйм) біля кабіни
- Площа крила: 12,15 м2 (130,8 фут2)
- Відносне подовження: 22.4
- Профіль: TsAGI R 111 A
- Порожня вага: 294 кг (648 фунт)
- Повна вага: 400 кг (882 фунт)

Льотні характеристики
- Швидкість звалювання: 60 км/год (37 миля/год; 32 вуз)
- Максимально допустима швидкість: 350 км/год (217 миля/год; 189 вуз)
- Швидкість повітряного буксирування: 200 км/год (124,3 миля/год; 108,0 вуз)
- Швидкість запуску з лебідки: 120 км/год (74,6 миля/год; 64,8 вуз)
- Швидкість зниження: 0,74 м/с (146 фут/хв)
- Навантаження на крило: 33 кг/м2 (6,8 фунт/фут2)